# Corona (1711)
Il Corona fu un vascello di linea veneziano da 74 cannoni che prestò servizio nella Armada tra il 1712 e il 1728. Primo vascello da 74 cannoni nominali ad essere costruito presso l'Arsenale non fu replicato, sostituito sugli scali dalla classe Leon Trionfante.

## Storia
La costruzione del vascello di primo rango da 74 cannoni Corona fu ordinata dal Senato nel 1708, e la nave fu impostata nel 1709 sotto la direzione del Proto marangon Zuan Battista de Zorzi, e la supervisione del futuro Capitano Straordinario delle Navi Fabio Bonvicini. La nuova nave fu varata presso l'Arsenale il 25 novembre 1711 ed entrò subito a far parte dell'Armata Grossa 
Questa nave costituiva una nuova classe a sé stante, differente per dimensioni alla precedente San Lorenzo Giustinian, ma non venne replicata, sostituita sugli scali dalla classe Leon Trionfante. Tutti i cannoni erano in realizzati, per ragioni apparentemente di prestigio, in bronzo.
Per decisione del Pregadi il vascello andò in armamento a partire dal 7 aprile 1712, destinato a prestare servizio insieme al Sacra Lega in Dalmazia.
L'unità raggiunse l'Armata Grossa a Corfù per partecipare alla settima guerra turco-venenziana, inquadrato nella "Divisione rossa" della squadra del nuovo Capitano Straordinario delle Navi Lodovico Flangini (1677-1717). Dopo la morte del Flangini, spentosi poco dopo la fine della battaglia combattuta nelle acque fra il promontorio di Monte Santo e l'isola di Strati (16-17 e 22 giugno 1717) che terminò con la ritirata della flotta turca nei Dardanelli, e la sua sostituzione con Marcantonio Diedo, la nave si distinse anche durante la grande battaglia di Capo Matapan (19-21 luglio 1717) che costrinse la flotta turca a ritirarsi verso il Mare Egeo.
Il Corona fu demolito presso l'Arsenale, previo Decreto, a partire dal 7 agosto 1728.

### Annotazioni
1. ↑  Nel 1696 fu deciso che le navi appartenenti alla Armata Grossa avrebbero adottato la seguente colorazione: corallo per la prua, i capodibanda, la poppa, le porte dei fanali e gli intagli, rosso per i portelli dei cannoni, e doratura in oro zecchino per il leone a prua e le figure scolpite a poppa. Lo specchio di poppa era quasi sempre dipinto di blu.
2. ↑  Tale divisione navale era composta dai vascelli Leon Trionfante, Aquila Valiera, Grande Alessandro, Costanza, Madonna dell'Arsenal, San Francesco, Fenice, Sant'Andrea e Corona, alle dirette dipendenze del Flangini.
3. ↑  Lodovico era figlio terzogenito di Gerolamo Flangini, Senatore della Serenissima e Membro del Consiglio dei Dieci.

### Fonti
1. 1 2 3  http://www.veneziamuseo.it/ARSENAL/schede_arsenal/vascelli.htm.
2. 1 2 3  Levi 1896, p. 28.
3. ↑  Flangini - Dizionario Storico-Portatile Di Tutte Le Venete Patrizie Famiglie
4. 1 2  Ercole 2006, p. 128.